# 瑞西 (埃纳省)
瑞西（法語：Jussy，法語發音：[ʒysi]）是法国上法蘭西大區埃纳省的一个市镇，属于圣康坦区。

## 地理
瑞西（49°43'13"N, 3°13'53"E）面积13.37 平方千米，位于法国上法蘭西大區埃纳省，该省份为法国北部内陆省份，北起北部省，西接索姆省和瓦兹省，东临阿登省和马恩省，西南至塞纳-马恩省，东北部与比利时接壤。
与瑞西接壤的市镇（或旧市镇、城区）包括：克拉斯特尔、弗拉维勒马泰勒、弗里耶尔-法尤埃勒、梅内西、蒙泰斯库尔-利泽罗勒、勒米尼、圣西蒙。

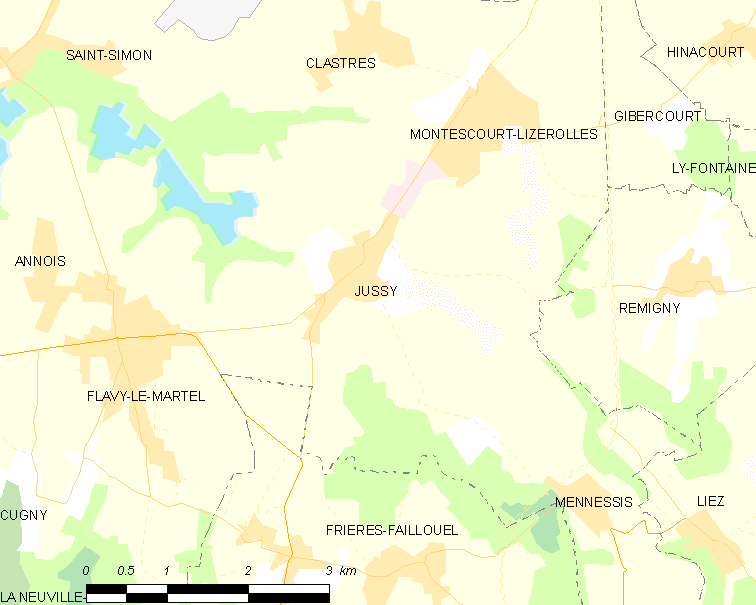
的OSM定位图

瑞西的时区为UTC+01:00、UTC+02:00（夏令时）。

## 行政
瑞西的邮政编码为02480，INSEE市镇编码为02397。

## 政治
瑞西所属的省级选区为里布蒙县。

## 人口

1962-2008年间人口变化图示

瑞西于2022年1月1日时的人口数量为1186人。